# Boaedon lineatus
Espèce
Synonymes
- Boaedon lineatum
Duméril, Bibron & Duméril, 1854
- Boaedon quadrilineatum
Duméril, Bibron & Duméril, 1854
- Alopecion variegatum Bocage, 1867
- Boodon lineatus var. angolensis Bocage, 1895
- Lamprophis lineatus
(Duméril, Bibron & Duméril, 1854)
- Lamprophis lineatus bedriagae Drewes, 2002

Boaedon lineatus est une espèce de serpents de la famille des Lamprophiidae.

## Répartition et habitat
Cette espèce se rencontre :
- au Sénégal ;
- en Gambie ;
- en Guinée-Bissau ;
- en Guinée ;
- au Mali ;
- au Togo ;
- au Bénin ;
- au Tchad ;
- au Niger ;
- au Ghana ;
- au Burkina Faso ;
- au Nigeria ;
- au Cameroun ;
- au Gabon ;
- en République centrafricaine ;
- en République démocratique du Congo ;
- au Rwanda ;
- au Burundi ;
- en Ouganda ;
- en Tanzanie.

C'est une espèce de milieu un minimum ouverts, qui est fréquente à proximité des habitations "de campagne". 

## Description et éléments d'écologie
Il s'agit d'une petite espèce dont la taille dépasse rarement les 80 à 90 centimètres pour une femelle et 40 à 60 centimètres pour un mâle. Il y a donc un dimorphisme sexuel quasi certain de ce côté là.
Le Boaedon lineatus peut être de couleur marron clair à noir en passant par olive. Il est facilement reconnaissable à la ligne blanche ou crème qui parcourt ses flancs et continue même en partie après ses yeux. Comme la plupart des Boaedon sp., ce serpent a un dessin en « V » sur la tête, dessiné par la coloration brune qui rencontre une zone plus claire en dessous. 
Il a la particularité d’avoir la pupille verticale à la manière des vipères ou des pythons, ce qui lui a valu le nom commun de couleuvre aux yeux de chat. Ceci s’explique par son comportement nocturne. Il se nourrit essentiellement de lézards et d’amphibiens, plus rarement de petits mammifères, des rongeurs notamment. 
En captivité, la longévité des individus atteint souvent 15 à 20 ans.
C'est un serpent ovipare.
C'est un serpent au comportement très docile, très calme, presque doux, et donc très apprécié comme animal de terrarium. De plus, il se laisse manipuler facilement, et n’est pas compliqué sur l’alimentation.

## Étymologie
Le nom spécifique lineatus vient du latin lineatus, rayé, en référence à l'aspect de ce serpent.

## Publication originale
- Duméril, Bibron & Duméril, 1854 : Erpétologie générale ou histoire naturelle complète des reptiles. Tome septième. Première partie, p. 1-780 (texte intégral).